# テレビ金沢ニュース
『テレビ金沢ニュース』（テレビかなざわニュース）は、2007年10月1日からテレビ金沢で放送されている石川県内向けのローカルニュース番組である。

## 概要
かつて『NNNニューススポット』（20:54 - 21:00）が放送されていた時間帯に設定したスポットニュース番組である。『NNNニューススポット』は重大事件発生時を除き、同時ネットは原則として行われなかった。
番組の内容は石川県内のローカルニュース1項目および天気予報。番組開始時よりハイビジョンによる放送を実施している。
前番組として、1999年7月から2007年9月までは『北國新聞ニュース』、それ以前は『KTKニューススポット』（『NNNニューススポット』と石川県内の天気予報）が放送された。

## 放送時間
- 月曜 - 木曜：21:54 - 22:00、金曜：20:54 - 20:56、土曜・日曜：20:54 - 21:00（JST）
  - 2017年3月までは月曜、2022年3月までは火曜 - 木曜も20:54 - 21:00に放送。同年4月から前者は『世界まる見え!テレビ特捜部』、後者は『踊る!さんま御殿!!』『1億人の大質問!?笑ってコラえて!』『ぐるぐるナインティナイン』の放送時間が拡大されたことに伴い、放送時間を21時台に移行した。
  - ただし、番組改編期や年末年始など特別編成の場合は時間変更または番組休止となる。

## 担当アナウンサー
- 月曜日 - 金曜日
  - テレビ金沢アナウンサーがシフト勤務で担当
- 土曜日 - 日曜日
  - 吉道さゆり（フリーアナウンサー、元同局アナウンサー）

## その他
テレビ金沢でのニュースは現在『となりのテレ金ちゃん』（金曜日は『花のテレ金ちゃん』）や『テレビ金沢news every.サタデー』で北國新聞および読売新聞が協力しているが、『テレビ金沢ニュース』では唯一ニュース協力のクレジットが表示されない番組となっている。

## 関連番組
現在
- となりのテレ金ちゃん・花のテレ金ちゃん
- テレビ金沢news every.サタデー

過去
- テレビ金沢ニュースプラス1
- テレビ金沢Newsリアルタイム
- KTKニューススポット
- テレビ金沢昼Nワイド
- 2時間ワイドじゃんけんぽん
- びービーみつばち